# Matteo di Costantinopoli
Matteo di Costantinopoli, ovvero Matteo II di Equilio (... – 1226) è stato patriarca latino di Costantinopoli dal 1220 al 1226.
Intorno al 1217 divenne vescovo di Equilio (Jesolo) nel ducato di Venezia.  Il 16 febbraio 1220 fu elevato da papa Onorio III al patriarcato di Costantinopoli. Agli esordi del suo ministero, egli sembrò seguire i passi falsi del suo predecessore, vivendo nel lusso, dissipando le rendite della sua Chiesa e negligendo i suoi doveri pastorali. Gli venne inoltre imputato di aver chiuso trattati illeciti con i veneziani contro le altre nazioni.  Informato di queste notizie, il papa minacciò di interdirlo e deporlo qualora non avesse mutato la propria condotta. Morì prima della fine del 1226.